# ولف هوفمان
ولف هوفمان (به آلمانی: Wolf Hoffmann) نوازندهٔ گیتار گروه هوی متال اکسپت، در ۱۰ دسامبر ۱۹۵۹ میلادی در ماینتس آلمان متولد شد. او کار خود را با اکسپت از سال ۱۹۷۶ آغاز کرد. در سال ۱۹۷۹ آلبوم شخصی خود به نام کلاسیکال را عرضه کرد که حاوی قطعات موسیقی کلاسیک در تِم راک است.
همچنین، او به عکاسی علاقه‌مند است. طرح روی جلد آلبوم Objection Overruled اکسپت اثر خودِ هوفمان است. او با گبی هوفمان، مدیر برنامه‌های اکسپت، ازدواج کرده‌است.